# Non-protein amino acid-accumulating clade
Die non-protein amino acid-accumulating clade (Nicht-Protein Aminosäuren-akkumulierende Klade, englische Abkürzung NPAAA) ist eine Klade von Hülsenfrüchtlern (Fabaceae), die eine Aminosäure namens Canavanin akkumulieren. Diese Aminosäure wird in den Pflanzen selbst nicht mit anderen Aminosäuren zu einem Protein verkettet; somit ist Canavanin eine nichtproteinogene Aminosäure. Diese besondere Eigenschaft spielt eine Rolle, sobald die Aminosäure von einem Pflanzenfresser aufgenommen wird; dann wird Canavanin wie das strukturell eng verwandte Arginin behandelt und in fehlerhafte Proteine eingebaut. Eine zusätzliche toxische Wirkung entsteht, wenn Arginase das Canavanin in L-Canalin spaltet, ein starkes Insektizid.
Durch molekulare Phylogenetik wurde festgestellt, dass die NPAAA-Klade eine monophyletische Gruppe darstellt. Erste Hinweise auf die NPAAA-Klade ergaben sich durch biochemische Untersuchungen in den 1980er Jahren.
Viele landwirtschaftlich genutzte Hülsenfrüchtler wie die Kichererbse, die Sojabohne, der Schneckenklee, die neuweltlichen Bohnen (Gattung Phaseolus), der Klee, die Wicken (Vicia) und die Altweltbohnen (Gattung Vigna) gehören zu den NPAAA. Insgesamt gehören 9464 Arten und 305 Gattungen zu den NPAAA. Damit gehört jede zweite Art und jede zweite Gattung der Hülsenfrüchtler zu dieser Klade.